# Burics-patak
A Burics-patak a Bakonyban ered, Győr-Moson-Sopron vármegyében, mintegy 210 méteres tengerszint feletti magasságban. A patak forrásától kezdve északnyugati-északi irányban halad, majd Nagydémnél eléri a Sokorói-Bakony-ért.

## Part menti települések
- Pápateszér
- Nagydém